# Winfred Omwakwe
Winfred Adah Omwakwe (ur. w 1981 w Nairobi) – pierwsza Kenijka, która zdobyła koronę konkursu piękności. Wprawdzie nie wygrała ona, ale po detronizacji Džejli Glavović jako pierwsza wicemiss przejęła koronę.
Poprzedniczka: Džejla Glavović (zdetronizowana) Miss Earth 2002; Następczyni: Dania Prince.
Zobacz też: Miss Earth